# Зміївський монастир
Зміївський Миколаївський монастир — український козачий монастир у Змієві, що розташовувався на Козачій горі над Дінцем. Його руїни знаходяться у селі Коробів Хутір.
У 1650-х роках з'явився Зміївський Миколаївський козачий монастир, що був замком з гарматами старих і поранених і інших козаків; вважається що монастир був скарбницею; він мав 6000 десятин землі та численні споруди (у документах декілька сторінок). Як і Самарська пустинь був тісно пов'язаний з Січчю.
Після її розгрому 1775 року козаки переховувалися тут та зберігали свої скарби. 1788 року монастир зруйнований за наказом Катерини II, що ліквідувала більшість українських монастирів. Під час штурму козаки загинули.

## Настоятелі монастиря
Настоятелями Зміївського Миколаївського монастиря за весь час його існування були:
- Манасія — ігумен. Настоятель Зміївського монастиря (до 1673 року). Переведений в новоутворений Курязький монастир, де став архімандритом.
- Іона — ігумен. Настоятель Зміївського монастиря (близько 1692 року).
- Яків (Вовчанський) — ігумен. Настоятель Зміївського монастиря.
- Іларіон (Негребецький) — ігумен. Настоятель Зміївського монастиря (близько 1735 року).
- Гаврило (Краснопольський) — ігумен. Настоятель Зміївського монастиря (близько 1737 року).
- Мартиниан (Лабач) — ігумен. Настоятель Зміївського монастиря (близько  1741 року).
- Патермуфій — ігумен. Настоятель Зміївського монастиря (близько 1745 року).
- Фаддей (Руцький) — останній ігумен Зміївського монастирю.

## Залишки монастиря

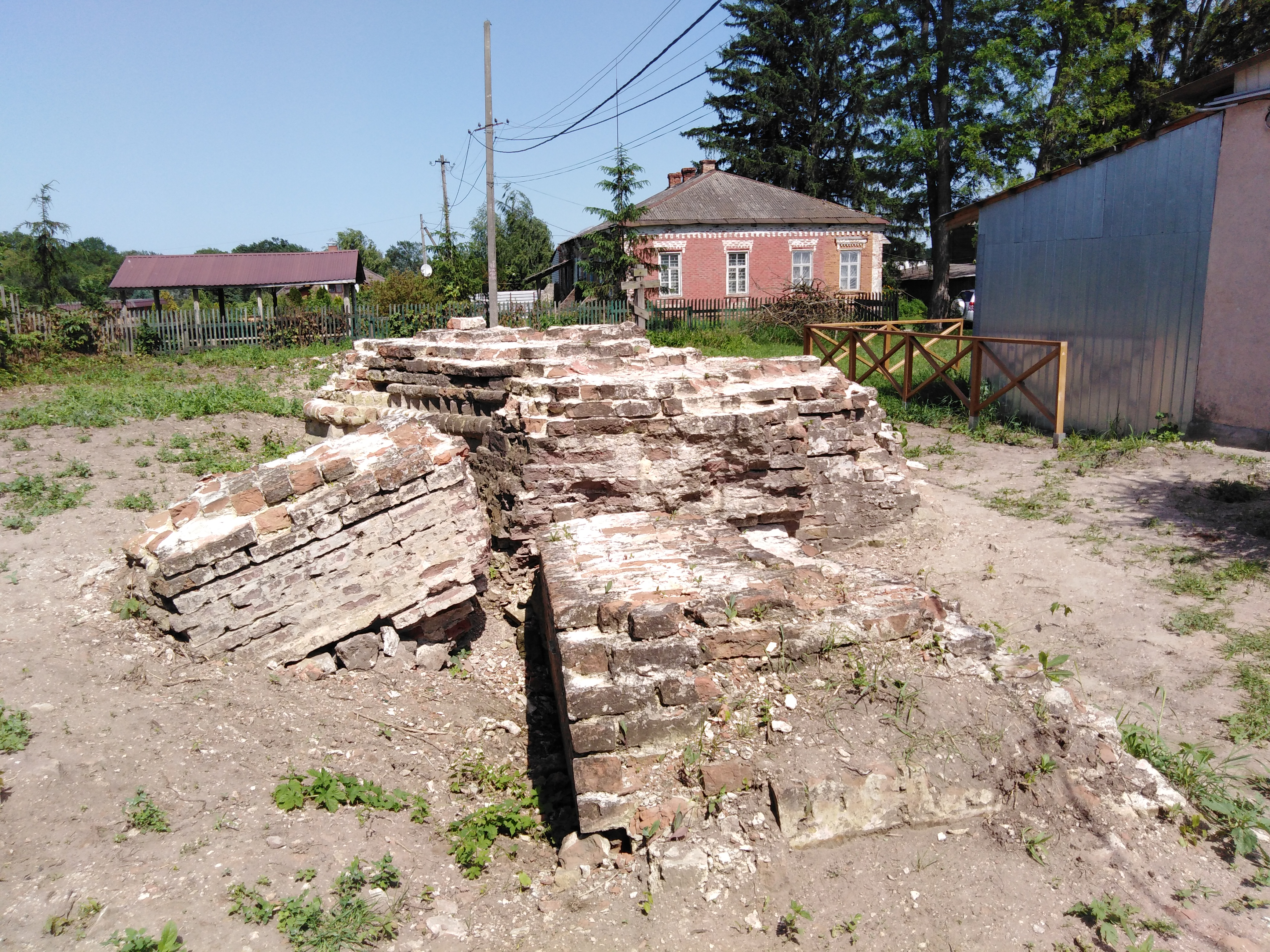
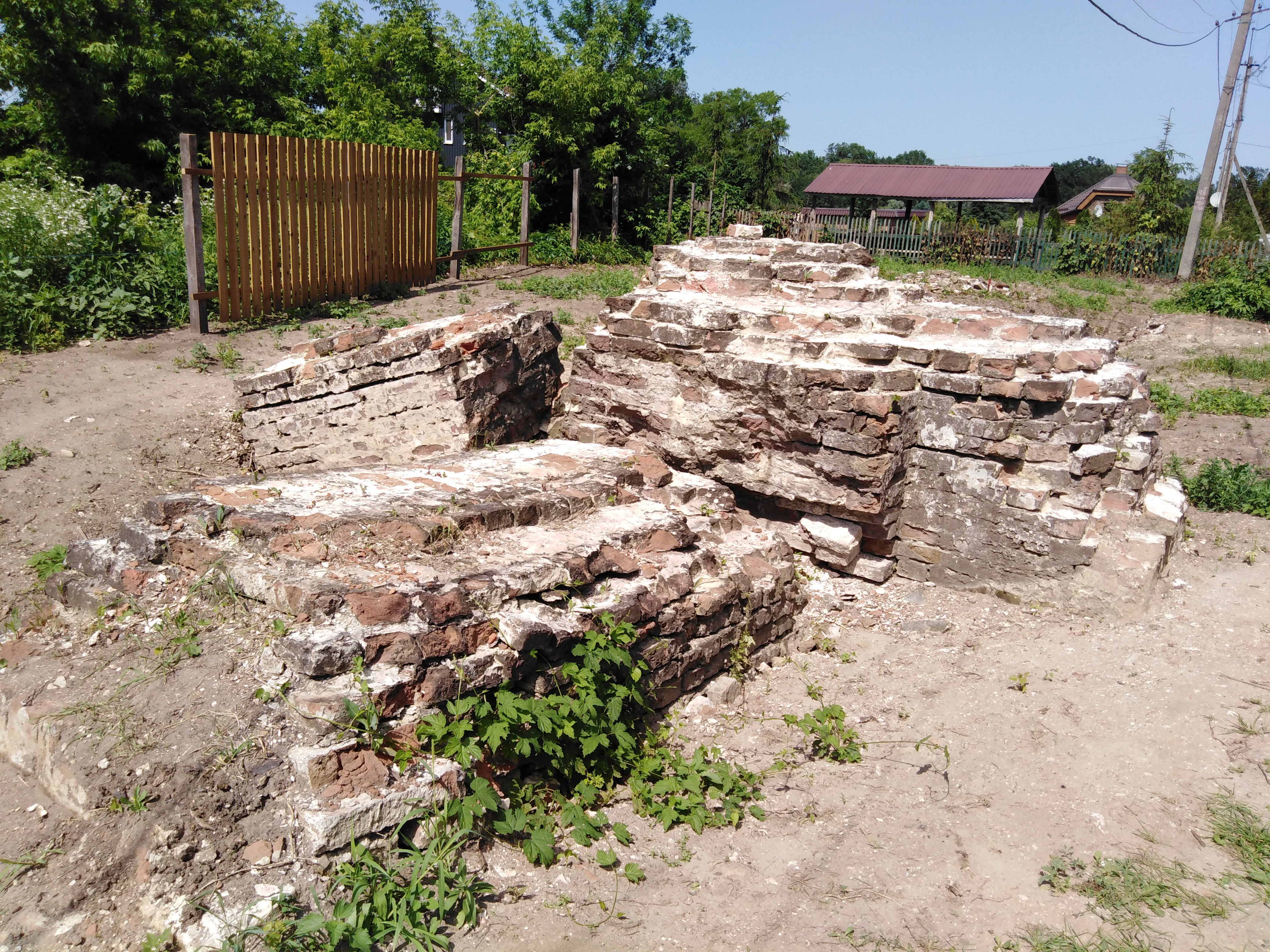
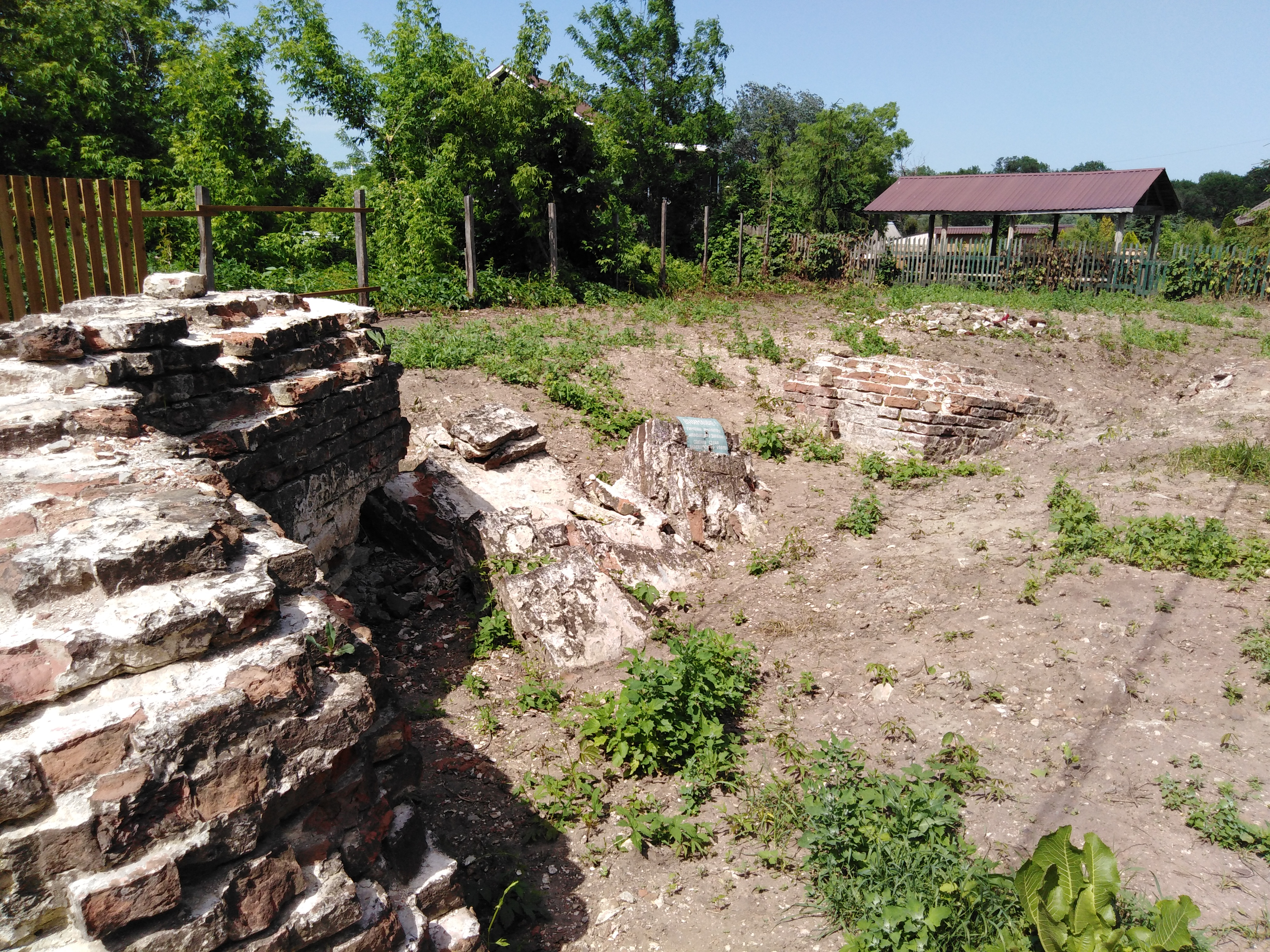
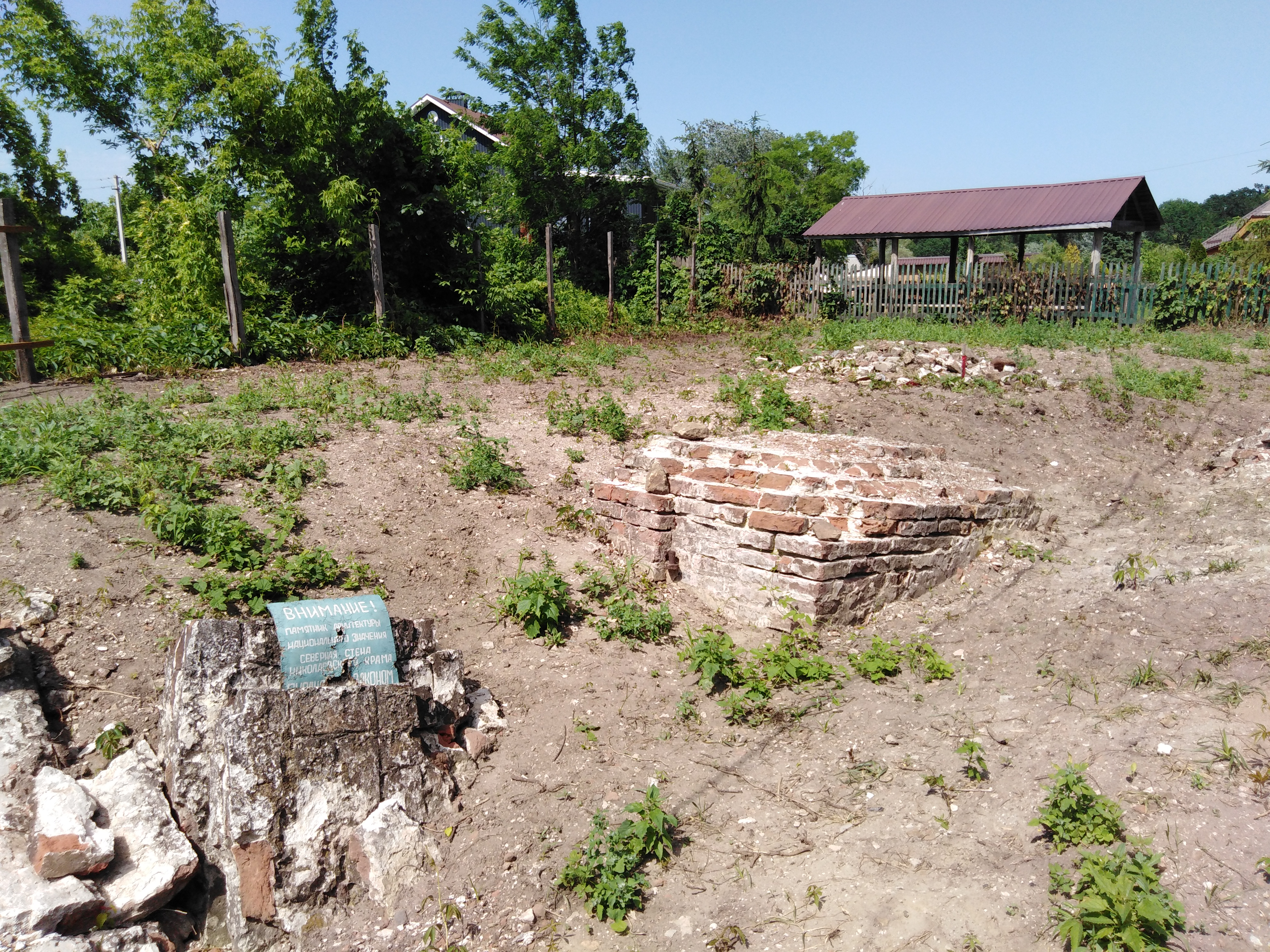
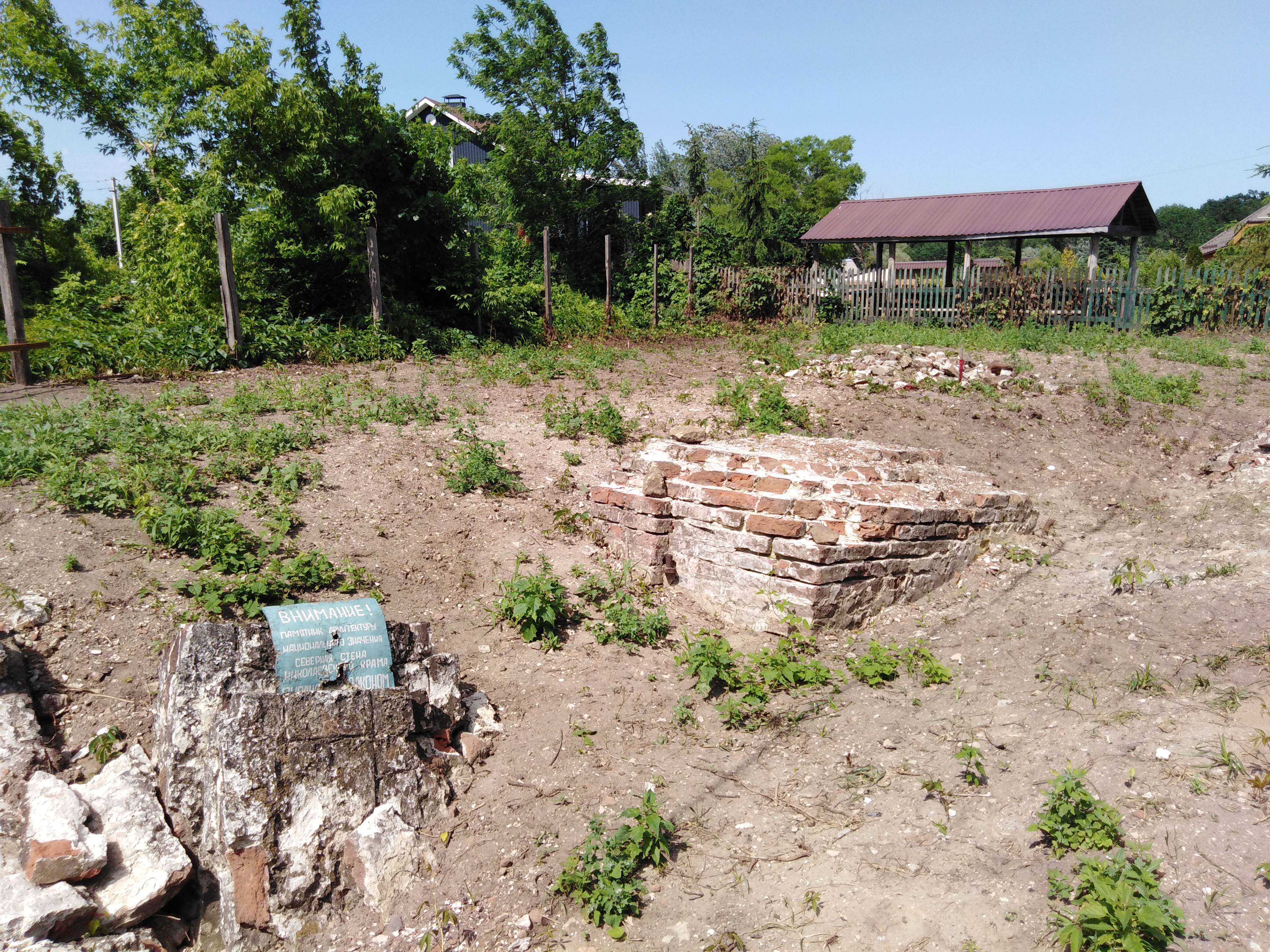
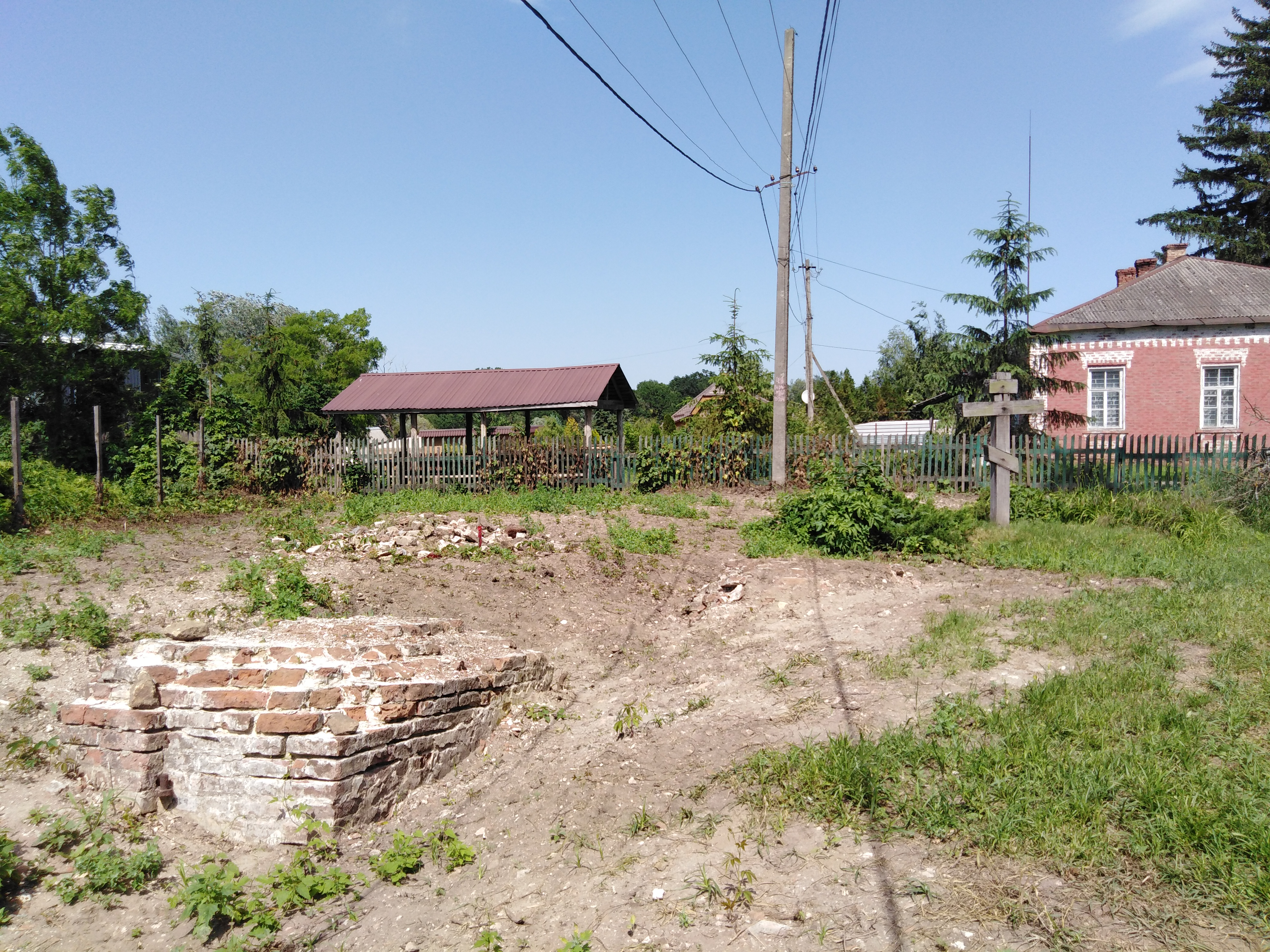
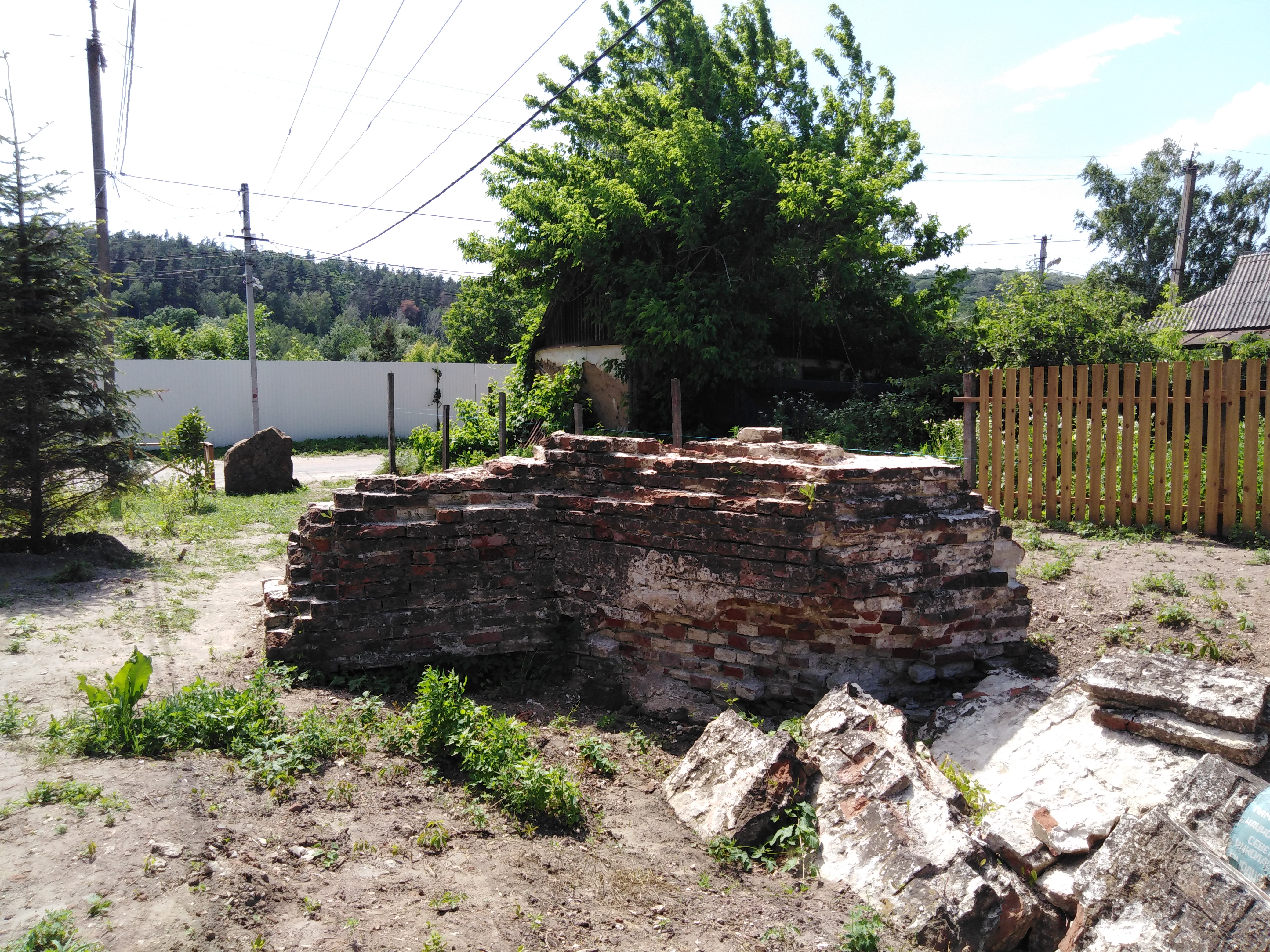